# Vaginalt ultraljud

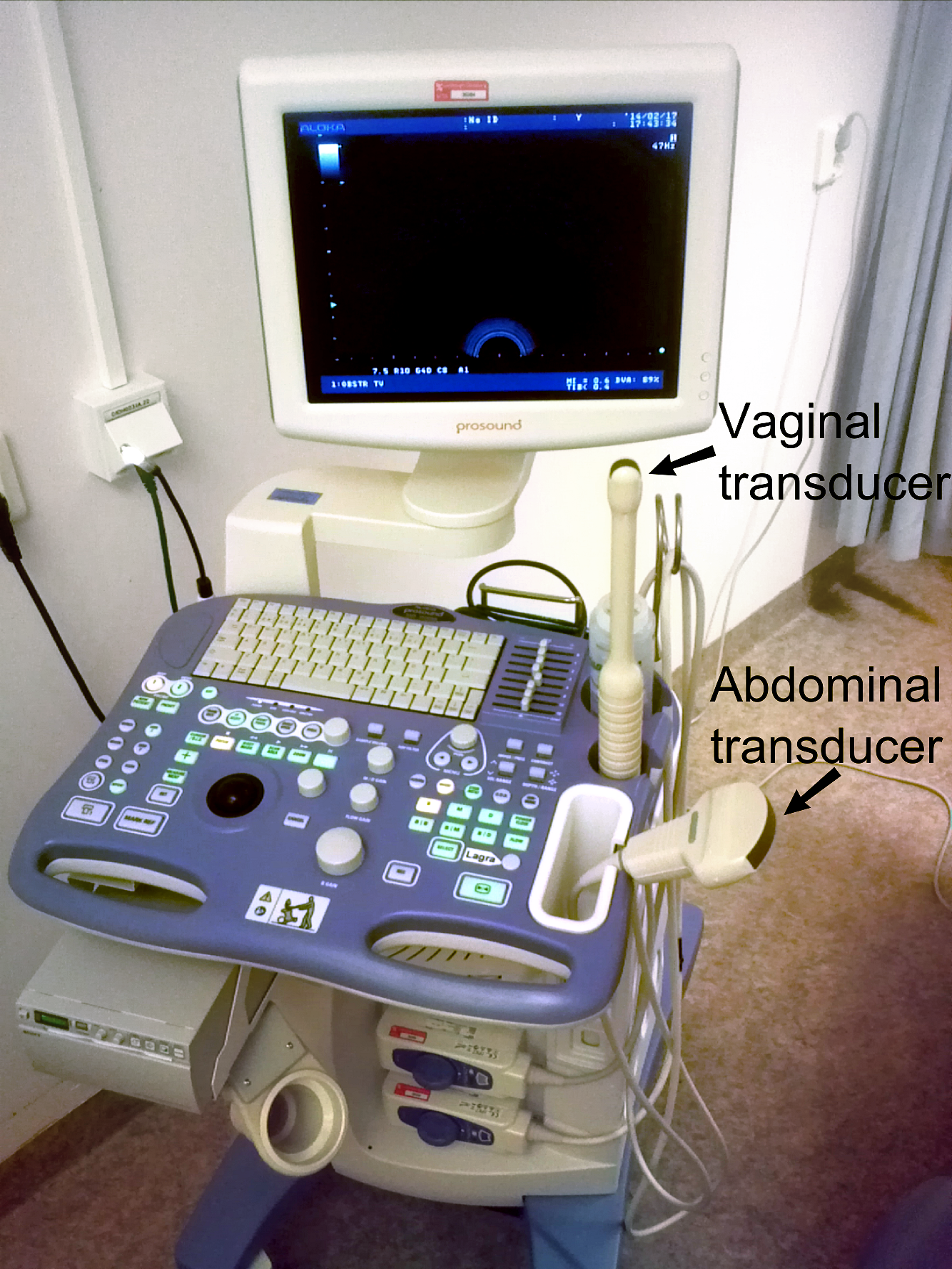
Ultraljudsapparat med möjlighet till både vaginalt and bukultraljud.

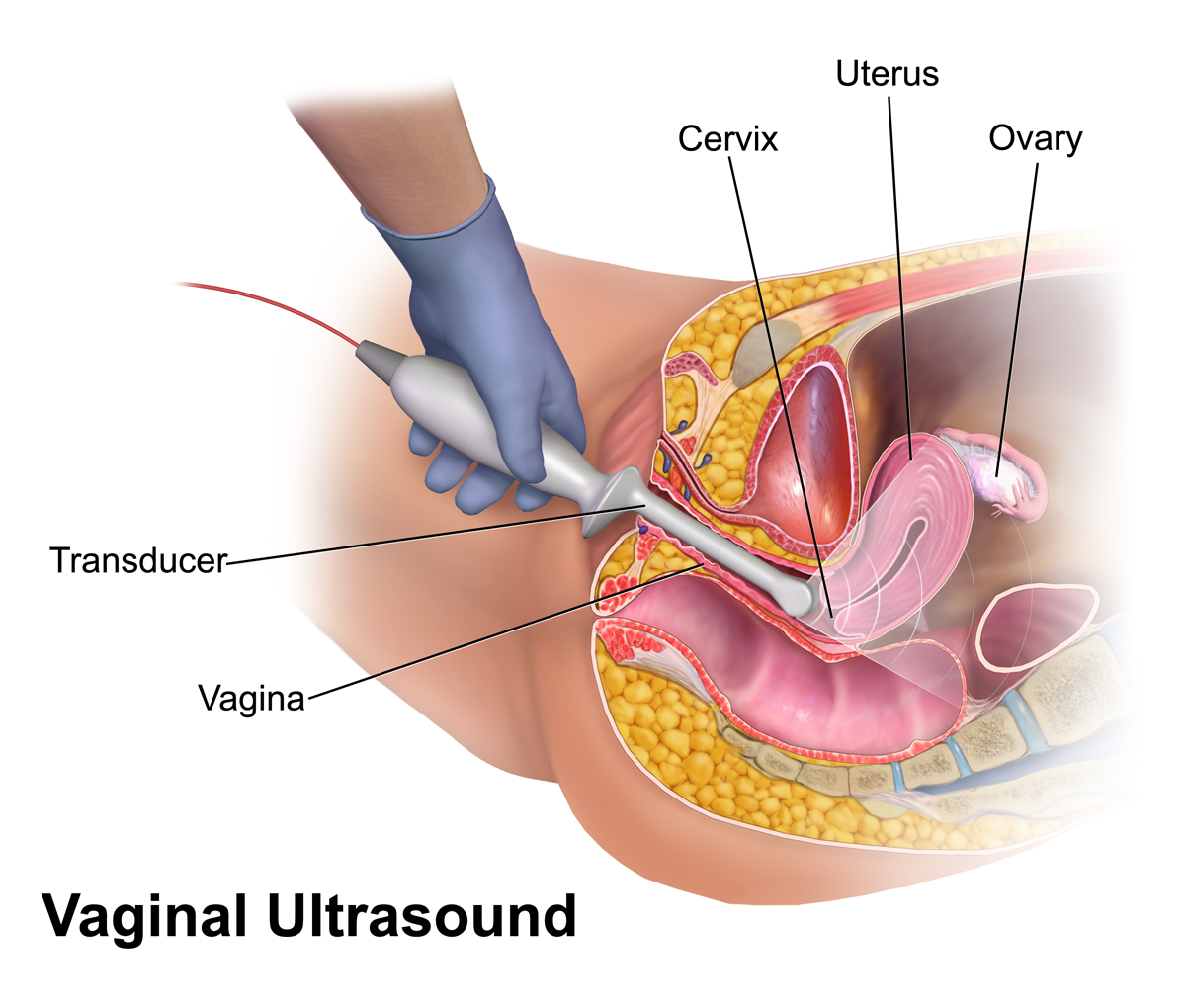
Anatomiskt läge vid pågående undersökning.

Vaginalt ultraljud eller transvaginalt ultraljud (VUL) är en ultraljudsbaserad undersökningsmetod inom gynekologi och obstetrik. Med hjälp av en avlång prob som förs upp via vagina ges möjlighet att studera ultraljudsbilder av bland annat äggstockar och livmoder (inklusive tapp, slemhinna och muskellager). Ultraljudsundersökningen möjliggör bedömning av tillstånd som ovarialcystor, blödning efter menopaus och myom.
Den som undersöks ligger vanligen i ryggläge i gynstol.
Vid hydrosonografi genomförs injektion av koksalt in i livmodern via livmodertappen under samtidig ultraljudsundersökning. Metoden kan göra det möjligt att skilja på olika sorters förändringar i livmoderslemhinnan.
Vaginalt ultraljud är i de flesta fall den ultraljudsundersökning som används under första trimestern. Ett vanligt undantag fosterdiagnostisk bedömning av nackuppklarning omkring vecka 12, som istället oftast görs med bukultraljud. Efter första trimestern är vaginalt ultraljud fortsatt av värde vid undersökningar av livmodertapp och moderkaka.